# Маенца
Маенца (итал. Maenza) је насеље у Италији у округу Латина, региону Лацио.
Према процени из 2011. у насељу је живело 1627 становника. Насеље се налази на надморској висини од 314 м.

## Становништво
Према резултатима пописа становништва 2011. у општини је живело 3.078 становника.
| 1936. | 1951. | 1961. | 1971. | 1981. | 1991. | 2001. | 2011. |
| ----- | ----- | ----- | ----- | ----- | ----- | ----- | ----- |
| 2.654 | 3.119 | 3.198 | 2.742 | 2.695 | 3.048 | 3.017 | 3.078 |